# Lukáš Dubský
Lukáš Dubský (* 5. února 1975 Počátky) je český horolezec.
Po výstupech v Alpách vystoupil například na horu Pik Lenina v Pamíru, kde ve výšce 6 045 m n. m. se účastnil záchrany slovenského horolezce, který uvízl v trhlině, za což byl oceněn Českým olympijským výborem cenou Fair play. V červenci 2018 vystoupil spolu s dalšími horolezci, mezi nimiž byl i Pavel Bém, Pavel Kořínek a Radoslav Groh, na jednu z nejtěžších osmitisicovek světa Nanga Parbat (8.126 m n. m.) Vrcholu dosáhli Kinshoferovou cestou bez použití umělého kyslíku. 2021 Pokus o výstup na nejvyšší dostupnou nevylezenou horu světa Muchu Chhish 7.145 m.    2023 Expedice Broad Peak 8.047 m & K2 8.611 m - dosaženo výšky 7.000 m na Broad Peaku. Vzhledem k špatnému počasí expedice ukončena.